# Christian Wilhelm Arminius
Christian Wilhelm Hermann Arminius (eigentlich Schultze) (* 20. August 1861 in Stendal; † 3. Mai 1917 in Weimar) war ein deutscher Schriftsteller und Gymnasialprofessor.

## Leben und Wirken
Arminius studierte in Magdeburg, Dessau und Köthen. 1884 promovierte er in Halle. Im Jahre 1899 wurde er an das Wilhelm-Ernst-Gymnasium Weimar berufen, wo er bis zu seinem Tode Mathematik und Physik unterrichtete. Im Jahr 1905 wurde 
er zum Professor ernannt. Arminius schrieb zahlreiche Novellen, Romane und dramatische Dichtungen, die einen breiten Leserkreis hatten. Er schrieb unter dem Namen Wilhelm Arminius.
Arminius war Vater der Malerin Hildegard Arminius.

## Werke (Auswahl)
- Aus der Ruhe. Geschichten vom Thüringer Wald. 1919.
- Hans Hoffmann. 1913.
- Wilhelm Jensen. 1913.
- Yorcks Offiziere : Roman von 1812/13. Cotta, Stuttgart 1913.
- Der Hegerieter von Rothenburg. Eine Erzählung aus dem 15. Jahrhundert. Duncker, Weimar 1933.
- Eine Leidenschaft. Sportnovelle. 1913.
- Der Kraftsucher. Scholz, Mainz 1914.